# مهارکننده بازجذب و آنتاگونیست سروتونین

ساختار شیمیایی ترازودون که یک مهارکننده بازجذب و آنتاگونیست سروتونین است.

مهارکننده بازجذب و آنتاگونیست سروتونین (SARI) دسته‌ای از داروها هستند که عمدتاً به عنوان ضد افسردگی و همچنین به عنوان ضداضطراب و خواب آور استفاده می شوند. این داروها به عنوان آنتاگونیست گیرنده‌های سروتونین مانند 5-HT2A و مهارکننده بازجذب سروتونین، نوراپی نفرین و/یا دوپامین عمل می کنند. علاوه بر این، بیشتر آنها آنتاگونیست گیرنده‌های آدرنرژیک α1 نیز هستند. اکثریت SARIهای تجاری کنونی به دسته فنیل‌پیپرازین‌ها تعلق دارند.